# Чёрный Таз
Чёрный Таз — река в России, протекает по Таштагольскому району Кемеровской области.
Устье реки находится в 55 км по правому берегу реки Большой Таз. Длина реки составляет 16 км.

## Данные водного реестра
По данным государственного водного реестра России относится к Верхнеобскому бассейновому округу, водохозяйственный участок реки — Кондома, речной подбассейн реки — Томь. Речной бассейн реки — (Верхняя) Обь до впадения Иртыша.